# Oświęcim (stacja kolejowa)
Oświęcim – stacja kolejowa w Oświęcimiu, w województwie małopolskim, w Polsce. Według klasyfikacji PKP ma kategorię dworca aglomeracyjnego. Jest to stacja węzłowa – linia kolejowa nr 138 z Katowic oraz linia kolejowa nr 94 z Krakowa Płaszowa łączą się tutaj z linią nr 93. W przyszłości planowane jest połączenie do stacji Orzesze Jaśkowice poprzez Nowy Bieruń i Tychy. W pobliżu stacji znajduje się parking wielopoziomowy "Park and ride".

## Ruch pasażerski
| Rok  | Wymiana pasażerska na dobę |
| ---- | -------------------------- |
| 2017 | 700-999                    |
| 2022 | 1 500                      |

## Galeria

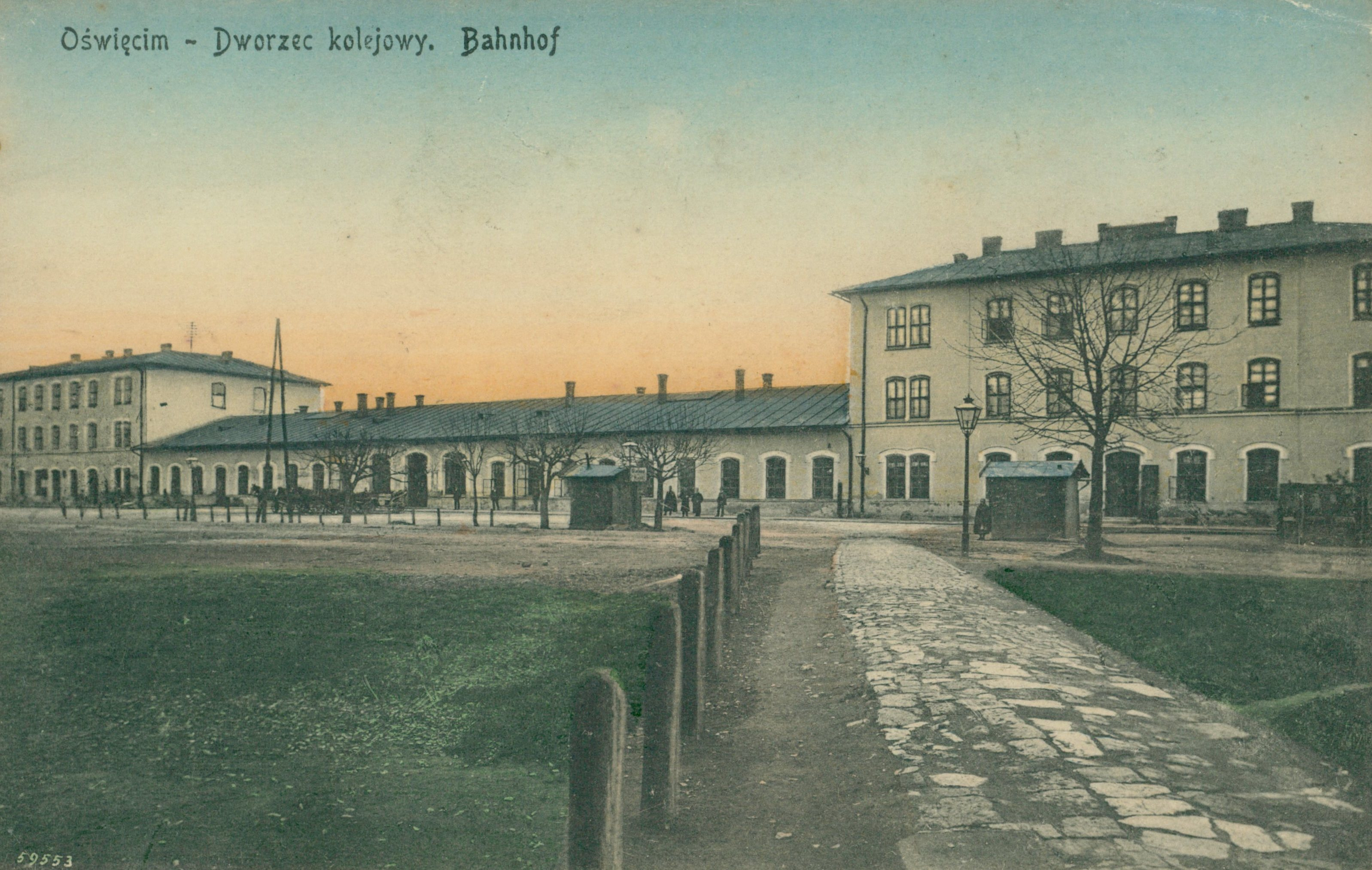
Dworzec kolejowy około 1910–1917
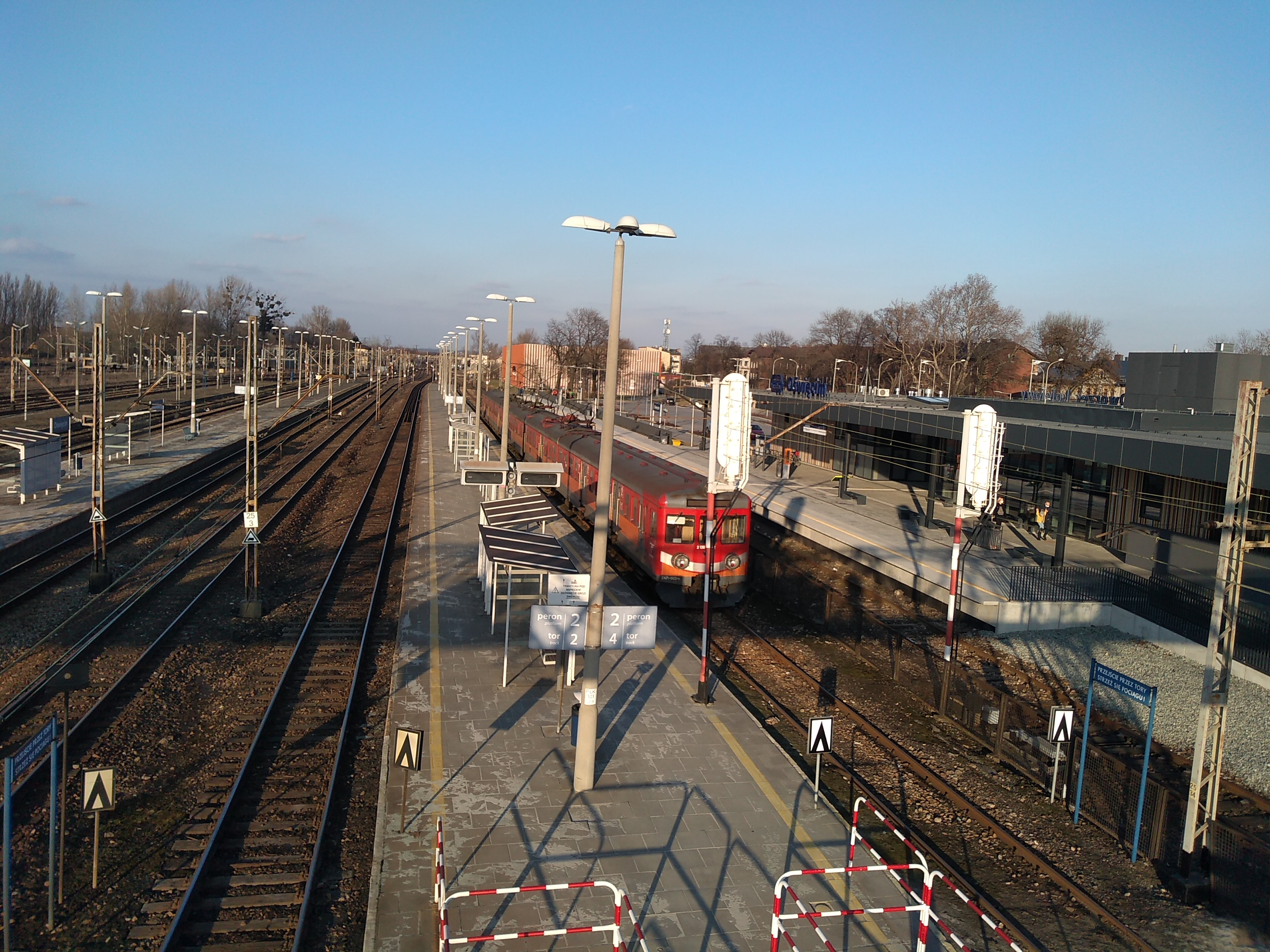
Widok na perony i skład EN57